# لورينزو ريتشارد
لورينزو أدولف ريتشارد (24 أبريل 1904 - 12 مارس 1993) يعد أحد أكثر العقول تأثيراً في القرن العشرين في مجال فيزياء التربة.